# 加藤勝久
加藤 勝久（かとう かつひさ、1949年（昭和24年）3月10日 - ）は、日本の硝子技術者。2010年3月から2013年3月まで旭硝子(現・AGC)株式会社代表取締役。

## 経歴
- 1949年 - 三重県生まれ。
- 1974年 - 横浜国立大学大学院工学研究科化学工学専攻修士課程修了、同年旭硝子(現・AGC)株式会社入社。
- 1993年 - 同社化学品(現・カンパニー)事業本部機能化学品事業部製造グループリーダー・担当部長。
- 1995年 - 同社化学品事業本部企画・管理室長。
- 1999年 - 同社千葉工場長。
- 2000年 - 同社化学品事業本部品質・環境安全部長。
- 2001年 - 同社化学品事業本部クロール・アルカリ事業部長。
- 2002年 - 同社化学品カンパニー技術本部長。
- 2003年 - 同社化学品カンパニー 事業統括本部長→同社執行役員(従業員。会社法上の役員ではない)化学品カンパニー事業統括本部長。
- 2005年 - 同社執行役員中央研究所長。
- 2006年 - 同社上席執行役員中央研究所長。
- 2008年 - 同社取締役兼常務執行役員(会社法上の役員)CTO[2]。
- 2010年 - 同社取締役兼専務執行役員(会社法上の役員)CTO兼グループ戦略室調査役→同社代表取締役専務執行役員CTO兼グループ戦略室調査役[3][4]。
- 2012年 - 同社代表取締役兼専務執行役員経営全般補佐(技術担当(現・CTO))兼技術本部長。
- 2013年 - 同社代表取締役兼専務執行役員 社長付→同上退任[1]。

## 人物
化学品の運営に長く携わる。 化学品の製造部門、事業部門長を経験した後、研究開発部門長、CTOに就任。
その後グループの技術運営を推進する部門の責任者、技術本部長を務め、全社の技術運営を指揮した。
板硝子協会常務理事、日本化学工業協会業務委員長を歴任。

## 外部サイト
- https://www.bousai.go.jp/fusuigai/tatsumakikyokucho/pdf/3/2.pdf